# Nicolás Mateo
Nicolás Mateo (Buenos Aires, 18 giugno 1980) è un attore e musicista argentino famoso per aver interpretato il ruolo di Nicolás Levín nella telenovela Verano del '98.

## Biografia
Nicolás Mateo ha esordito come attore nel 1998 nel film Doña Bárbara. In quello stesso anno è stato scelto per interpretare il ruolo di Nicolás Levín nella telenovela Verano del '98.

## Filmografia

### Cinema
- Doña Bárbara, regia di Betty Kaplan (1998)

- Rockabilly, regia di Sebastián De Caro (2000)
- Vacaciones en la Tierra, regia di Sebastián De Caro (2001)
- Un día de suerte, regia di Sandra Gugliotta (2002)
- Nadar solo, regia di Ezequiel Acuña (2003)
- Como un avión estrellado, regia di Ezequiel Acuña (2005)
- Agua, regia di Verónica Chen (2006)
- La velocidad funda el olvido, regia di Marcelo Schapces (2007)
- Felicitas, regia di María Teresa Costantini (2009)
- Campo Cerezo, regia di Patricia Martín García (2009)
- Él piensa, ella piensa, regia di Fede Pozzi e Iván Stoessel - cortometraggio (2013)
- La Salada, regia di Juan Martín Hsu (2014)
- La Donna, regia di Nicolas Dolensky - cortometraggio (2014)
- La Despedida, regia di Mariano Minestrelli - cortometraggio (2014)
- La vida de alguien, regia di Ezequiel Acuña (2014)
- Internet Junkie, regia di Alexander Katzowicz (2015)
- El Corte, regia di Regina Braunstein e Agustina Gonzalez Bonorino (2018)
- Rosita, regia di Verónica Chen (2018)
- Posesión, regia di Facundo Escudero Salinas - cortometraggio (2018)
- Baldío, regia di Inés de Oliveira Cézar (2019)

### Televisione
- Verano del '98 - serial TV, 76 episodi (1998-2000)

- Enamorarte - serial TV, 129 episodi (2001)
- Kachorra - serial TV, episodi 1x01-1x02 (2002)
- Tiempo final - serie TV, episodio 3x22 (2002)
- Los simuladores - serie TV, episodio 2x06 (2003)
- Sangre fría - miniserie TV, 4 episodi (2004)
- Historias de sexo de gente común - serie TV, 7 episodi (2005)
- 9 mm, crímenes a la medida de la historia - miniserie TV (2007)
- Vidas robadas - serial TV (2008)
- Ciega a citas - serial TV, 37 episodi (2009-2010)
- El pacto - miniserie TV, 13 episodi (2011)
- Cartas a mi ex - miniserie TV, episodio 1x03 (2020)

## Discografia

### Solista
| Anno | Disco                                    | Formato | Produttore      |
| ---- | ---------------------------------------- | ------- | --------------- |
| 2008 | Todo es espejo                           | LP      | ---             |
| 2010 | Pistas sueltas                           | LP      | ---             |
| 2016 | Palanca sin cambios                      | LP      | Diego Acosta    |
| 2016 | De crisma song/ Soledades                | Single  | Santiago Azpiri |
| 2018 | La experiencia sensible de Nicolás Mateo | LP      | Alféizar        |

### In collaborazione
| Ano  | Disco e Artista/i                                  | Collaborazione             |
| ---- | -------------------------------------------------- | -------------------------- |
| 2013 | «Sofía y Nicolás» de Nicolás Mateo y Sofía Galarce | Voz, guitarra, composición |

### La moto
| Anno | Disco            | Formato | Produttore |
| ---- | ---------------- | ------- | ---------- |
| 2008 | Ya no es secreto | EP      | ---        |

### Inventado Antiguo
| Anno | Disco                                     | Formato | Produttore                             |
| ---- | ----------------------------------------- | ------- | -------------------------------------- |
| 2010 | Sin reloj / Los días de las rabias nuevas | Single  | Mario Agustín González                 |
| 2010 | Las esquinas / Pasaje de antes            | Single  | Mario Agustín González                 |
| 2011 | Deporte tal vez / A Bardo                 | Single  | Mario Agustín González & Nicolás Mateo |
| 2014 | Inventado Antiguo                         | LP      | Mario Agustín González & Nicolás Mateo |

## Premi e riconoscimenti
Cairo International Film Festival
- 2006 - Silver Pyramid come miglior attore per La velocidad funda el olvido